# Ngô Giới
Phù Vũ An vương Ngô Giới (chữ Hán: 吴玠, 1093 – 1139) là tướng lãnh nhà Nam Tống trong lịch sử Trung Quốc. Ông cùng em trai Ngô Lân là danh tướng kháng Kim bảo vệ đất Thục, giành được những thắng lợi vang dội ở các chiến dịch Hòa Thượng nguyên và Tiên Nhân quan. Ông là một trong 7 vị vương khác họ Triệu của nhà Nam Tống (中兴异姓七王, Trung hưng dị tính thất vương, còn lại theo thứ tự phong vương là Kỳ vương Hàn Thế Trung, Tuần vương Trương Tuấn, Hòa vương Dương Tồn Trung, Tín vương Ngô Lân, Phu vương Lưu Quang Thế, Ngạc vương Nhạc Phi).

## Thiếu niên tòng quân
Giới tự Tấn Khanh, người huyện Lũng Càn thuộc Đức Thuận quân .   Vì cha mất ở thành Thủy Lạc , nên cả nhà dời đến đấy. 
Giới từ nhỏ tính trầm tĩnh, cương nghị, lại có chí hướng và tiết tháo; hiểu binh pháp và giỏi cưỡi ngựa bắn cung, đọc sách cũng nắm được đại thể. Chưa đến tuổi trưởng thành, Giới lấy thân phận con nhà lành để tòng quân ở Kính Nguyên lộ. Trong niên hiệu Chánh Hòa (1111 – 1118) thời Tống Huy Tông, người Tây Hạ xâm phạm, Giới lập công nên được bổ làm Tiến nghĩa phó úy, sớm cất nhắc làm Đội tướng. Giới tham gia trấn áp khởi nghĩa Phương Lạp (1120 – 1121), sau đó đánh dẹp các cuộc nổi dậy ở Hà Bắc, nhiều công nên được làm quyền Kính Nguyên đệ thập tướng. Năm Tĩnh Khang đầu tiên (1126), quân Tây Hạ tấn công Hoài Đức quân, Giới đem hơn trăm kỵ binh truy kích, chém được 140 thủ cấp, được cất nhắc làm Đệ nhị phó tướng.  

## Bình định Thiểm Tây và thất bại Phú Bình
Mùa xuân năm Kiến Viêm thứ 2 (1128), quân Kim vượt Hoàng Hà, đi ra Đại Khánh quan , cướp bóc Tần Ung, nhắm đến Kính Nguyên. Đô thống chế Khúc Đoan giữ trấn Ma Vụ, lệnh cho Giới làm tiền phong, tiến chiếm Thanh Khê lĩnh, đón đánh cho quân Kim đại bại, đuổi theo hơn 30 dặm. Người Kim bắt đầu có ý dè chừng, Giới được làm Quyền Kính Nguyên lộ Binh mã đô giám kiêm Tri Hoài Đức quân. Quân Kim tấn công phủ Duyên An, Kinh lược sứ Vương Thứ triệu Khúc Đoan tiến binh, Đoan đóng quân ở Bân Châu không đi, còn nói: "Chẳng bằng quét sạch sào huyệt của địch, đánh như thế ắt chúng phải quay về cứu." Đoan bèn đánh Bồ Thành, lệnh cho Giới tấn công Hóa Châu ; ông chiếm được.   
Mùa đông năm ấy, nghĩa quân Sử Bân tấn công Hán Trung không được, dẫn binh muốn lấy Trường An, Khúc Đoan lệnh cho Giới đánh dẹp; ông đánh bại và chém chết Sử Bân, được thăng làm Trung Châu thứ sử. Tuyên phủ xử trí sứ Trương Tuấn tuần thị Quan Thiểm, Tham nghị quân sự Lưu Tử Vũ khen anh em Giới tài dũng, Tuấn cùng Giới nói chuyện, rất hài lòng, lập tức thụ ông làm Thống chế, em trai là Ngô Lân nắm thân binh trước trướng.   
Mùa xuân năm thứ 4 (1130), Giới được thăng làm Kính Nguyên lộ Mã bộ quân phó tổng quản. Tướng Kim là Lâu Thất cùng Tát Li Hát thẳng tiến vào Kiếm Môn quan, Đoan sai Giới kháng cự ở Bành Nguyên điếm, còn mình đóng quân ở Bân Châu làm viện binh. Giới đánh bại quân Kim, khiến Tát Li Hát bật khóc, lính Kim gọi ông ta là "anh chàng khóc nhè". Quân Kim chỉnh đốn rồi quay lại tái chiến, Giới thua chạy. Đoan lui về Kính Nguyên, hặc Giới trái lệnh, khiến ông chịu giáng làm Vũ hiển đại phu, bãi chức tổng quản, phục chức Tri Hoài Đức quân. Trương Tuấn tiếc tài, ít lâu sau lấy Giới làm Tần Phượng phó tổng quản kiêm Tri Phượng Tường phủ. Bấy giờ chiến tranh tạm ngừng, Giới vất vả vỗ về nhân dân, khôi phục sanh hoạt trở lại. Sau đó Giới được chuyển làm Trung Châu phòng ngự sứ.   
Trương Tuấn gọi Khúc Đoan và Giới đến bàn việc đánh Kim, Đoan đề nghị chờ thêm vài năm, Giới đề nghị cố thủ nơi hiểm yếu; mạc liêu của Tuấn cho rằng một người trì hoãn, một người sợ giặc, đều không thể nghe theo. Tháng 9 ÂL, Tuấn hợp 5 lộ binh, muốn quyết chiến với quân Kim, Giới lần nữa đề nghị cố thủ, nhưng chư tướng cho rằng "ta nhiều địch ít, đôi bên ngăn cách bởi con chằm cỏ lau, khiến kỵ binh Kim không thể thi thố", nên đều không nghe. Quân Kim kéo đến, chở đất lấp con chằm, tấn công doanh trại của Tống. Quân Tống tan vỡ, 5 lộ binh đều thất bại, Ba Thục chấn động.  

## Bảo vệ đất Thục và chiến thắng Hòa Thượng nguyên
Giới thu tàn binh về Hòa Thượng nguyên ở phía đông Tản Quan, chứa thóc luyện binh, dựng rào tính kế tử thủ. Có kẻ đề nghị Giới nên lui về giữ Hán Trung, chẹn cửa ngõ vào Thục để yên lòng người. Giới nói: "Ta giữ nơi này, địch quyết không dám bỏ qua ta mà đi, cứ giữ chắc lũy mà dòm xuống, khiến họ sợ tôi đánh úp sau lưng. Đây là vì bảo vệ đất Thục đấy." Giới ở Hòa Thượng nguyên, dân chúng Phượng Tường cảm ơn huệ của ông, bảo nhau lén chở rơm thóc để giúp đỡ; Giới luôn dùng bạc, lụa để đổi lấy, dân chúng càng vui lòng, lẻn đến nhiều hơn. Người Kim giận, mai phục ở ven sông Vị đế đón giết họ, còn thi hành phép Bảo ngũ liên tọa để cấm đoán, nhưng mọi người vẫn phạm cấm như cũ, vài năm sau mới thôi.   
Năm Thiệu Hưng đầu tiên (1131), quân Kim chia 2 đường tấn công Hòa Thượng nguyên. Ô Lỗ, Chiết Hợp từ Giai Châu , Thành Châu  ra Đại Tản quan, bày trận ở Bắc Sơn; Giới lệnh cho chư tướng giữ vững trận thế để đợi, thay phiên đánh – nghỉ. Đường vào hang núi hẹp lại nhiều đá, ngựa không thể đi, quân Kim bỏ ngựa để giao chiến, nhưng đại bại; Ô Lỗ, Chiết Hợp dời trại về Hoàng Ngưu, gặp mưa lớn gió to, bèn lui chạy. Cánh quân còn lại của Một Lập tấn công Tiễn Quát quan, Giới lệnh cho bộ tướng đánh lui được, khiến 2 cánh quân Kim không thể hội họp. Ban đầu, quân Tống thua trận Phú Bình, anh em Giới đem vài ngàn tàn binh đóng trên Hòa Thượng nguyên, lòng người chưa vững. Có kẻ mưu đồ bắt anh em Giới nộp cho người Kim, Giới biết được, triệu chư tướng uống máu ăn thề, khích lệ trung nghĩa; tướng sĩ đều cảm động rơi nước mắt, nguyện nghe theo ông. Trương Tuấn xét công, thừa chế bái Giới làm Minh Châu quan sát sứ. Gặp tang mẹ, Giới được triều đình cho khởi phục, kiêm Thiểm Tây chư lộ đô thống chế.   
Người Kim từ khi quật khởi, đã quen chiến thắng, đến nay liên tiếp bị Giới đánh bại, rất căm giận, mưu tính giết bằng được ông. Tướng Kim ở Thục là Lâu Thất mất, Ngột Truật được thay thế ông ta, tập hợp hơn 10 vạn binh, bắc cầu nổi vượt sông Vị, từ Bảo Kê kết trại liên hoàn, đắp lũy đá làm thành, men theo mép nước giao chiến với quân Tống. Tháng 10 ÂL, quân Kim tấn công Hòa Thượng nguyên. Giới lệnh cho chư tướng chọn cung cứng nỏ mạnh, luân phiên bắn ra, đặt hiệu là "Trú đội thỉ" (thỉ nghĩa là cái tên), liên tiếp không dứt, nhiều như mưa trút. Quân Kim lui lại, Giới lấy kỳ binh đánh lén, cắt đường vận lương. Nhắm quân Kim gặp khó phải lui, Giới đặt mai phục ở ngòi Thần Bộn để đợi. Quân Kim đến, quân Tống xông ra, quân Kim đại loạn. Quân Tống truy kích trong đêm, đánh cho quân Kim đại bại. Ngột Truật trúng tên lạc, một mình chạy thoát. Trương Tuấn thừa chế lấy Giới làm Trấn Tây quân tiết độ sứ, Lân làm Kính Nguyên lộ Mã bộ quân phó tổng quản. Ngột Truật thất bại, từ Hà Đông quay về Yến Sơn, lại lấy Tát Li Hát làm Thiểm Tây kinh lược sứ, đồn trú Phượng Tường, cùng Giới giằng co.   

## Tiếp tục vệ Thục và chiến thắng Tiên Nhân quan
Năm thứ 2 (1132), Giới được kiêm Tuyên phủ xứ trí sứ tư Đô thống chế, tiết chế Hưng , Văn , Long  3 châu. Người Kim dòm ngó đất Thục lâu ngày, nhưng bị Giới đóng quân ở Hòa Thượng nguyên chẹn giữ, không thể đánh bại ông, bèn tìm cách vòng qua. Khi ấy Giới ở Hà Trì , Tát Li Hát sai phản tướng Tống là Lý Ngạn Kỳ đóng quân ở Tần Châu, dòm ngó Tiên Nhân quan nhằm ngăn trở Giới, còn lệnh cho kị binh ra Hi Hà lộ nhằm ngăn trở Quan Sư Cổ, đích thân ông ta từ Thương Châu , Vu Châu  đâm thẳng Thượng Tân . Tháng giêng ÂL năm thứ 3 (1133), Tát Li Hát chiếm Kim Châu . Tháng 2 ÂL, quân Kim nhắm đến lưu vực các sông Dương, Hán, tướng Tống giữ Hưng Nguyên  là Lưu Tử Vũ gấp lệnh cho Điền Thịnh giữ Nhiêu Phong quan, và cho chạy trạm dịch mời Giới cứu viện. Giới từ Hà Trì đi 300 dặm/ngày đêm, gởi cam vàng cho địch, nói: "Đại quân từ xa đến, hãy dùng để giải khát." Tát Li Hát cả sợ, nện gậy xuống đất mà nói: "Mày đến sao nhanh vậy!" Đôi bên giao chiến ở Nhiêu Phong lĩnh. Lính Kim khoác giáp nặng trèo lên núi, 1 người lên trước được 2 người đẩy sau, người trước chết rồi thì người sau thay thế. Lính Tống dùng cung nỏ bắn loạn, đẩy đá lớn lăn xuống. Cứ như vậy đến 6 ngày đêm, người chết chất cao như núi mà quân Kim không lui. Giới trả ngàn nén bạc/người để chiêu mộ cảm tử sĩ, tìm được 5000 người, sắp sửa giáp công. Có viên tiểu hiệu mắc tội, trốn sang quân Kim, dẫn đường tắt cho người Kim vượt Thiền Khê lĩnh, ra đằng sau Nhiêu Phong quan, từ trên cao đánh xuống. Quân Tống không chống nổi nên tan vỡ; Giới về giữ huyện Tây. Quân Kim tiến vào Hưng Nguyên, Lưu Tử Vũ lui về giữ Tam Tuyền, đắp lũy ở núi Đàm Độc để cố thủ, Giới cũng chạy về Tam Tuyền hội họp với ông ta. Ít lâu sau quân Kim phải lui, Giới gấp điều binh đón ở Vũ Hưu quan, đánh úp hậu quân của địch, giết được hàng ngàn người, khiến họ bỏ lại tất cả quân nhu. Ban đầu người Kim đặt mưu, cho rằng Giới ở mặt tây, nên vượt hiểm trở tiến vào mặt đông, không ngờ ông đến kịp. Tuy quân Kim chiếm được 3 trọng trấn, nhưng không thể giữ được. Triều đình cho Giới tiến làm Kiểm hiệu thiếu bảo, sung quan Lợi Châu, Lộ, Giai, Thành, Phượng Châu chế trí sứ.   
Tháng 2 ÂL năm thứ 4 (1134), đại quân Kim xâm phạm, đánh Tiên Nhân quan. Trước đó, Giới ở Hòa Thượng nguyên, cho rằng lương thực không đủ, nơi này cách xa đất Thục, bèn lệnh cho Ngô Lân bỏ đi, sửa sang Sát Kim bình nằm bên phải Tiên Nhân quan, dựng một cái lũy, dời binh về giữ nơi đấy. Đến nay, tướng Kim là Ngột Truật, Tát Li Hát cùng tướng ngụy Tề là Lưu Quỳ soái 10 vạn kỵ binh tiến vào, đục núi mở đường, men xuống Lĩnh Đông. Giới đem vạn người chặn đường cái; Lân soái khinh binh đi đường tắt mà đến, cùng quân Kim vừa đi vừa đánh 7 ngày đêm, mới hội họp được với anh trai.  
Tháng 3 ÂL, quân Kim tấn công doanh Tống, bị Giới đánh đuổi. Quân Kim lại lấy thang mây đánh tường lũy, bị tướng Tống là Dương Chánh lấy sào đẩy phá nát thang mây, lấy mâu dài đâm lính Kim. Quân Kim 2 mặt giáp công: Ngột Truật ở đông, Hàn Thường ở tây; Ngô Lân vung đao vạch đất, nói với chư tướng: "Có chết thì chết ở đây, ai lui thì chém!" Lân soái binh tinh nhuệ đứng ở giữa, xoay cả hai mặt, tùy tình hình mà phát động. Hồi lâu, quân của Lân dần suy yếu, bèn gấp gáp lùi lại lớp ải thứ hai. Quân Kim đổi lính mới, người nào cũng khoác giáp nặng, dùng móc sắt nối với nhau, cùng trèo lên như xâu cá. Lân sai Trú đội thỉ thay phiên bắn xuống, tên trút như mưa, xác chết chất chồng, quân Kim giẫm đạp mà trèo lên. Tát Li Hát dừng xe ngựa để trông hồi lâu, rồi nói: "Tôi nắm được rồi." Hôm sau, Tát Li Hát lệnh cho quân Kim đánh lầu ở góc tây bắc. Tướng Tống là Diêu Trọng trèo lên lầu hăng say chiến đấu; lầu nghiêng, Trọng lấy lụa làm dây thừng, kéo lại cho ngay. Quân Kim dùng lửa đốt lầu, Trọng lấy hũ rượu dập tắt. Giới gấp sai Điền Thịnh đem đao dài búa lớn ra xông pha, đốt đuốc sáng bốn tòa núi, nổi trống rung cả mặt đất. Hôm sau, đại quân Tống tràn ra, thống lĩnh Vương Hỷ, Vương Vũ soái binh tinh nhuệ, chia làm cờ tím – cờ trắng xông vào doanh trại địch, khiến trận thế của quân Kim rối loạn. Quân Tống hăng hái tấn công, bắn trúng mắt trái của Hàn Thường, quân Kim bắt đầu rút lui. Giới sai Thống chế quan Trương Ngạn cướp trại Hoành Sơn; Vương Tuấn mai phục ở Hà Trì chẹn đường về của địch, lại đánh bại quân Kim. Ngoài ra, Giới cho rằng Quách Chấn chiến đấu bất lực, bắt chém ông ta. Chiến dịch Tiên Nhân quan, quân Kim từ nguyên soái trở xuống đều đem theo vợ con, Lưu Quỳ cũng cho rằng có thể chiếm được Thục. Đến nay, Quỳ nhắm không thể đánh nổi Giới, bèn lui về giữ Phượng Tường, giao ruộng cho binh sĩ, tính kế lâu dài.   
Nghe tin thắng trận, triều đình thụ Giới làm Định quốc tiết độ sứ, Xuyên Thiểm tuyên phủ phó sứ. Tướng Tống là Quan Sư Cổ nhận lệnh của Giới thâm nhập đất địch, đại bại, sợ tội nên hàng Kim, toàn bộ tướng sĩ bộ hạ của ông ta không ai đi theo mà cùng nhau quay về. Giới yêu lòng trung nghĩa ấy, đem gia sản chu cấp cho họ, thu nạp vào đội ngũ của mình. Tháng 4 ÂL, Giới giành lại 3 châu Phượng, Tần, Lũng. Tháng 7 ÂL, triều đình xét công ở Tiên Nhân quan, bái Giới làm Kiểm hiệu thiếu sư, Phụng Ninh, Bảo Định quân tiết độ sứ, Lân từ Phòng ngự sứ được thăng làm Định Quốc quân Thừa tuyên sứ, Dương Chánh trở xuống được thăng trật có phân biệt. Năm thứ 6 (1136), Giới được kiêm quan Doanh điền đại sứ, dời làm Bảo Bình, Tĩnh Nan tiết độ sứ. Năm thứ 7 (1137), Giới sai tì tướng Mã Hi Trọng đánh Hi Châu; Hi Trọng thua chạy, còn để mất Củng Châu, Giới bèn chém ông ta làm răn.   

## Những năm cuối đời
Giới cùng quân Kim đối lũy chừng 10 năm, nắm rõ hình thế chiến trường, cũng hiểu rõ năng lực quân đội. Năm thứ 7 (1137), nhà Kim phế bỏ chính quyền ngụy Tề, đánh tiếng muốn lấy đất Thục. Giới không tin, quả nhiên người Kim không có hành động gì. Giới luôn lo lắng việc tiếp vận gây vất vả cho dân, nhiều lần bãi bỏ quan viên tham nhũng, hạn chế những chi phí phù phiếm, tăng cường sửa sang đồn điền, hằng năm thu hoạch đến 10 vạn hộc lúa. Giới còn điều động lính thú, lệnh cho tướng lãnh dưới quyền sửa sang đê điều, khiến dân thấy việc tưới tiêu có thể nhờ cậy, đồng ý quay về an cư chừng vài vạn gia đình. Tháng 9 ÂL, triều đình nghe tin doanh điền dưới quyền Giới thu hoạch 20 vạn cân lương thực, hạ chiếu khen ngợi.   
Năm thứ 9 (1139), Tống – Kim ký kết hòa ước Thiệu Hưng, triều đình phong thưởng cho chư tướng, Giới được thụ làm Đặc tiến, Khai phủ nghi đồng tam tư, thăng Tứ Xuyên tuyên phủ sứ, các châu Giai, Thành thuộc Thiểm Tây đều nghe tiết chế của ông. Triều đình sai nội thị đem chiếu thư viết tay của hoàng đế cho Giới, đến nơi thì Giới phát bệnh nặng, phải nhờ dìu đỡ mới có thể nhận chiếu thư. Tống Cao Tông nghe tin thì lo lắng, sai Tứ Xuyên chế trí sứ Hồ Thế Tương đòi thầy thuốc giỏi ở Thành Đô đến chữa trị, đưa gấp Thái y đi thăm bệnh. Tháng 6 ÂL, Giới bệnh mất ở trong quân, hưởng thọ 47 tuổi. Cao Tông nghỉ chầu 2 ngày, tặng Thiếu sư, ban 30 vạn tiền.   

## Đánh giá
Giới ưa đọc sách, mỗi khi xem sử truyện, thấy có lời hay thì chép lại cạnh chỗ ngồi; lâu ngày, tường vách đều có cách ngôn. Giới dùng binh theo lối của Tôn, Ngô, tính kế sâu xa, không ham món lợi nhỏ, nên có thể bảo đảm ắt thắng. Giới quản lý bộ hạ nghiêm khắc nhưng có ơn, ân cần thăm hỏi, thân là đại tướng nhưng nắm rõ tình hình kẻ dưới, kể cả binh tốt, nên tướng sĩ vui vẻ vì ông mà chết. Giới tuyển chọn tướng tá, đều xem công lao và năng lực chứ không xét chức vụ hay thâm niên, cũng không để cho thân nhân, quyền quý quấy nhiễu.   
Giới mất, Hồ Thế Tương hỏi Giới làm thế nào giành thắng lợi, Ngô Lân đáp: "Lân theo anh trai chiến đấu với Tây Hạ, mỗi khi vào trận, chẳng qua một chốc tiến lùi, thắng bại liền phân. Còn người Kim, thì thêm lần tiến lại lần lui, nhẫn nại kiên trì, quân lệnh tàn khốc hễ lùi ắt chết, mỗi lần vào trận hàng mấy ngày không xong, thắng không đuổi bừa, thua không rối bời. Đây là điều ta dùng binh trước nay chưa từng gặp, cùng họ đối đầu lâu ngày, mới nắm được tình huống. Đó là cung tên của người Kim, không sắc bén bằng của Trung Quốc, binh sĩ của Trung Quốc, không kiên nhẫn bằng của Kim. Ta luôn dựa vào sở trường bắn thủng giáp nặng ngoài mấy trăm bước, thì họ không thể đánh vỗ mặt được; vì thế phải chọn địa hình tiện lợi, dùng lính tinh nhuệ thay phiên quấy nhiễu, cùng họ xung đột không ngừng, nhằm khiến họ không thể nghỉ ngơi, để phá hoại tính kiên nhẫn của họ. Còn như lâm cơ quyết đoán khi vào trận, thì Lân không thể nói được."  
Cuối đời Giới ham mê sắc dục, khiến người tìm phụ nữ ở Thành Đô, thích ăn đan thạch, nên mắc bệnh khạc ra máu mà chết. Sử cũ nhận xét: Vào lúc quân Tống thua trận Phú Bình, Tần Phượng lộ thất thủ. Người Kim bắt đầu dòm ngó đất Thục, tình thế đông nam nguy cấp, nhờ Giới đứng ra đảm đương tuyến đầu, nếu không thì chẳng còn đất Thục từ lâu, nên người ở Tứ Xuyên đến nay vẫn nhớ ông.  

## Hậu sự
Tháng 9 ÂL cùng năm, Giới được em trai Ngô Lân chôn cất ở thành Thủy Lạc. Tháng 11 ÂL, Tống Cao Tông thăng Lân làm Long Thần vệ Tứ Sương đô chỉ huy sứ, nhằm vỗ về gia thuộc họ Ngô.  
Tháng giêng ÂL năm thứ 10 (1140), triều đình cho dựng miếu thờ Giới ở Tiên Nhân quan, đặt tên miếu là Tư Liệt (hay Trung Liệt), đặt thụy của ông là Vũ An. Thời Tống Hiếu Tông, Giới được truy phong Phù vương.  

## Gia đình
Cha là Ngô Ỷ, được làm đến Quân hiệu. Mẹ là Lưu thị, sanh ra anh em Giới, Lân. Nhờ công tích của anh em Giới, 3 đời tiền nhân là ông cụ, ông nội và cha đều được truy tặng quan chức, Ngô Ỷ được tặng Thiếu bảo.  
Giới có 5 con trai: Củng, Phù, Huy, Khoách, Tổng. Ngô Củng cũng trở thành tướng soái, có thụy là Tương Liệt, những người còn lại đều theo văn nghiệp.   Tương truyền Củng là con rơi của Ỷ, do tỳ nữ sanh ra. Tính Lưu thị hung hãn lại ghen tuông, Ỷ kiêng dè, nên khiến Giới nhận làm con. 